# André André
André Filipe Brás André (* 26. August 1989 in Vila do Conde) ist ein portugiesischer Fußballspieler. Er ist der Sohn des 20-fachen portugiesischen Fußballnationalspielers António André.

## Karriere

### Verein
André André hatte in der Jugend sieben Jahre lang für Varzim SC gespielt, ehe er 2007 in die Jugendabteilung des FC Porto wechselte. Ungeachtet dessen unterschrieb er 2008 seinen ersten Profivertrag beim Zweitligisten Varzim SC, für den er in den folgenden zwei Jahren 49 Ligaspiele bestritt und sechs Tore erzielte. Zur Saison 2010/11 wechselte er zum spanischen Erstligisten Deportivo La Coruña, absolvierte in der Folge jedoch lediglich drei Einsätze für die zweite Mannschaft in der Segunda División B. In der Rückrunde kehrte er zum Varzim SC zurück, mit dem er am Saisonende in die dritte Liga abstieg. In der Saison 2011/12 verhalf er dem Verein mit zwölf Toren in 33 Spielen zur Rückkehr in die zweite Liga. Daraufhin wechselte André zur Saison 2012/13 zu Vitória Guimarães. Dort erkämpfte er sich umgehend einen Stammplatz und gewann am Ende der Spielzeit durch einen 2:1-Finalsieg gegen Benfica Lissabon den portugiesischen Pokal. Zur Saison 2015/16 wurde er vom FC Porto unter Vertrag genommen, bei dem auch schon sein Vater gespielt hatte.

### Nationalmannschaft
André André bestritt im Jahr 2008 ein Länderspiel für die U-19-Nationalmannschaft. Am 31. März 2015 debütierte er unter Nationaltrainer Fernando Santos im Rahmen eines Freundschaftsspiels gegen Kap Verde in der A-Nationalmannschaft. Sein erstes A-Länderspieltor erzielte er am 17. November 2015 in einem Freundschaftsspiel gegen Luxemburg.